# Stellanello
Stellanello (en lígur: Stenanelo) és un comune (municipi) de la província de Savona, a la regió italiana de la Ligúria, situat uns 80 km al sud-oest de Gènova i uns 45 km al sud-oest de Savona.